# Ceratobdella quadricornuta
Ceratobdella quadricornuta (П'явка чотирирога) — єдиний вид п'явок з роду Ceratobdella (Рога п'явка) родини Риб'ячі п'явки ряду Хоботні п'явки (Rhynchobdellida). Підродини натепер ще не визначена, проте найбільша схожість з представниками  Platybellinae.

## Опис
Загальна довжина становить 2 см, завширшки — 4 мм очі відсутні. Хобіток м'язистий. Тіло витягнуте, циліндричне, конічне до передньої присоски, нечітко розділене на трахелосому (передню частину) і уросому (задню частину). Передня присоска чашкоподібна і гладенька, чітко відокремлена від трахелосоми, ширша за неї в місці поєднання, проте вужча в області клітелума («паска» для зберігання яєць). Передня присоска має 4 довгі (0,2–0,3 мм) «щупальці», симетрично розташовані з боків присоски. Звідси походить назва цієї п'явки. Ротовий отвір розташовано у центрі передньої присоски. Задня присоска дископодібна і гладенька, чітко відокремлена від уросоми.
Тіло витягнуте, в області трахелосоми гладеньке, уросома має невеличкі пухирці та горбики. Клітелум нечітко відокремлено від суміжних областей, з гладенькими кільцями. Кільця розділено нечітко. Посередині є з'єднані кільця. Стравохід оточений сальними залозами, що розширюються в бік кишківника. Присутні дивертикули стравоходу. Пряма кишка трубчаста, ректальна камера відсутня. Особливістю є те, що задня частина воло розділена. Присутні додаткові залози. Копуляторна область відсутня. Гонопори (генітальні отвори) дрібні, розділені 2 кільцями. Самці мають 5 пар великих, овальних тестісак (мішечків зі спермою). Загальна частина еякуляторних проток об'ємна, м'язова. Репродуктивна система самиці невеличка, бурса (піхва) об'ємна і коротка.

## Спосіб життя
Перебуває у морській воді. Паразитує на скатах з родини ромбові скати, чиєю кров'ю живиться.

## Розповсюдження
Поширена в Антарктиці — в морі Скоша